# Пенингтон, Мэри
Мэри Пенингтон (англ. Mary Penington; 1623—1682) — одна из первых членов Религиозного общества Друзей (квакеров). Она написала автобиографию «О квакерах, медицине и имуществе», которую обнаружили и опубликовали через 40 лет после её смерти.
Мэри Пенингтон была единственной дочерью сэра Джона Прауда, офицера королевской армии из Кента. В возрасте трех лет она осиротела, и её взял под опеку сэр Эдвард Партридж. Она жила и у других опекунов, которым, по мнению Мэри, недоставало «религиозного рвения».
Когда Мэри было около девяти лет, её отправили жить к сестре Партриджа, которая была вдовой и практикующим хирургом — леди Кэтрин Спрингетт. У Кэтрин было трое детей, в том числе сын — сэр Уильям Спрингетт, за которого Мэри вышла замуж, когда ей исполнилось 18 лет. Вопреки обычаям того времени, на бракосочетании они не обменивались кольцами. Брак оказался счастливым. У Мэри родился сын, Джон. Затем, когда она была беременна вторым ребёнком, и беременность протекала очень тяжело, Мэри получила известие о том, что её муж, сражавшийся на стороне «круглоголовых» (сторонников Парламента), серьёзно заболел после того, как у «кавалеров» (роялистов) отбили замок Арундел. Сэр Уильям Спрингетт стал жертвой лихорадки. Мэри срочно отправилась к нему и успела немного побыть с ним до того, как он умер 3 февраля 1644 г. Через неделю после этого родилась их дочь, которую назвали Гулиельма (в честь Уильяма) Мария Постума. Мэри не стала крестить Гулиельму, несмотря на то, что её настойчиво побуждали к этому родственники и служители церкви.
Свекровь Мэри, Кэтрин Спрингетт помогала ей вести хозяйство и содержать семью. Их связывала крепкая дружба, им обеим поступали предложения выйти замуж, которые они отклоняли. Кэтрин учила Мэри управлять поместьем и распоряжаться полученным наследством. Мэри и Гулиелма также учились у Кэтрин медицине.
Мэри продолжала искать свой истинный путь в религии, но «утомилась в поисках, не находя его». Она разрабатывала архитектурные проекты и руководила их осуществлением.
В 1654 году Мэри встретила Исаака Пенингтона. Её заинтересовали его религиозные взгляды. В тот же год они поженились и чуть позже стали квакерами. Из-за этого у Пенингтона отобрали поместье Чэлфонт-Гранж, и он обанкротился. Благодаря финансовым навыкам Мэри семья сохранила достаток. Мэри смогла купить дом, что позволило им остаться в квакерском собрании Чэлфонт Сент-Питера. За отказ от клятв, посещение квакерских собраний и другие запрещенные деяния Исаака много раз сажали в тюрьму.
У Мэри и Исаака было пятеро детей. Её дочь от первого брака, Гулиельма вышла замуж за Уильяма Пенна.
После смерти Исаака в 1679 году здоровье Мэри пошатнулось. Она умерла в 1682 году. Её «Дневник» признан превосходным образцом квакерской духовной автобиографии.